# Multiple (kunstwerk)
Binnen de beeldende kunst wordt met een multiple een object bedoeld dat in een serie van identieke of gelijkwaardige exemplaren bestaat. Multiples worden vaak net als grafiek in een beperkte oplage gemaakt. Soms zijn de afzonderlijke exemplaren genummerd en door de kunstenaar gesigneerd. Een ongenummerde ongelimiteerde editie is een drukwerk of multiple dat steeds opnieuw kan worden uitgegeven.

## Geschiedenis
Marcel Duchamp en de dada-kunstenaars staan aan de basis van een traditie om ideeën te verspreiden door middel van het (laten) vervaardigen van objecten, die niet zelfgemaakt behoefden te zijn. Een signatuur van de kunstenaar op een bestaand object verleent dat object de status van kunstwerk en relativeert de kunst. Man Ray, Kurt Schwitters, Jean Arp maakten eenvoudige beelden. Walter Benjamin schreef een essay over "Het 'aura' van het kunstwerk in de tijd van zijn technische reproduceerbaarheid". In de jaren zestig wilden de kunstenaars betrokken bij Fluxus de grenzen tussen de kunstvormen opheffen en de kunst 'democratiseren'. Multiples zijn in de jaren zestig ontstaan als een vorm van conceptuele kunst, waarbij het oorspronkelijke idee van de kunstenaar belangrijker werd gevonden dan de uniciteit van het kunstwerk. Het woord wordt in de Nederlandse taal ook geschreven als "multipel".

## Bekende kunstenaars
Multiples zijn meestal relatief goedkoop zodat ze een aantrekkelijke mogelijkheid vormen voor verzamelaars om een bescheiden collectie op te zetten. Een voorbeeld van een kunstenaar die een groot aantal multiples maakte, is de Duitse beeldhouwer Joseph Beuys. Hij beschouwde ook speciaal ontworpen 'ansichtkaarten' als multiple; zo maakte hij een houten, een vilten en een pvc-briefkaart. Dit kan beschouwd worden als een bijdrage aan de mail art. Een andere kunstenaar (die ook seriële boeken en grafiek vervaardigde) was de Zwitserse schrijver en beeldhouwer Dieter Roth.